# Lavrentij Kartvelišvili
Lavrentij Kartvelišvili (gruzínsky: ლავრენტი ქართველიშვილი) (* 28. května 1890, Janeti - † 22. srpna 1938) byl gruzínský politik a vysoký představitel gruzínské větve Komunistické strany Sovětského svazu a přítel dalšího vlivného gruzínského bolševika Serga Ordžonikidzeho.
V mládí studoval obchodní akademii v Kyjevě, ale byl ze studií vyloučen kvůli svým pro-revolučním aktivitám. Ve svých dvaceti letech, po událostech v Rusku v roce 1905, kterých se aktivně účastnil, vstoupil v roce 1910 do bolševického křídla Ruské sociálně demokratické dělnické strany.

## Životopis
Během revoluce v Rusku v roce 1917 předsedal Kyjevskému místnímu výboru a během května a června 1918 se stal členem Ukrajinského ústředního výboru komunistické strany. Na jaře a v létě 1919 byl pověřen vedením regionálního výboru komunistické strany v Oděse. Když vypukla Občanská válka v Rusku, Kartvelišvili byl koncem roku 1919 jmenován členem Revoluční vojenské rady 12. armády. V roce 1920 se věnoval i novinářské činnosti, když se stal redaktorem komunistických novin. Od roku 1923 přešel z Ukrajiny do komunistické strany v Gruzii a stal se tajemníkem jejího Ústředního výboru. Později se stal i druhým tajemníkem Zakavkazského výboru komunistické strany.
Od 14. června 1927 do dubna 1928 předsedal gruzínskému Ústřednímu výkonnému výboru strany a zároveň od června 1927 do června 1929 vykonával funkci Předsedy Rady lidových komisařů v Gruzínské SSR. V červnu 1929 byl převelen zpět do Ukrajinské SSR, aby zde řídil politické oddělení Ukrajinského vojenského okruhu. Na Ukrajině také vykonával funkci druhého tajemníka Ústředního výboru Ukrajinské komunistické strany. Od roku 1930 byl kandidátem do Ústředního výboru Komunistické strany Sovětského svazu a v roce 1934 jeho plnohodnotným členem.
Během roku 1931 došlo k výměně na postu Prvního tajemníka gruzínské komunistické strany a 11. září jím byl zvolen Kartvelišvili. V říjnu ale byl na pozici druhého tajemníka dosazen neoblíbený Lavrentij Berija, který předtím pracoval pro tajnou policii, jehož způsoby a choutky ovšem Kartvelišvili nesnášel. Kvůli vzájemným sporům odešel Kartvelišvili nedlouho po svém jmenování 14. listopadu z funkce, kterou pak po něm vykonával právě Berija. Od té doby musel čelit několika vykonstruovaným Berijovým obviněním a v roce 1936, když vykonával funkci předsedy „obkomu“ na Krymu, byl zatčen. Na svobodu mu nepomohlo ani přátelství s Ordžonikidzem a v roce 1937 byl odvlečen z Kavkazu a v rámci stalinské čistky popraven.